# Fritz Balthaus

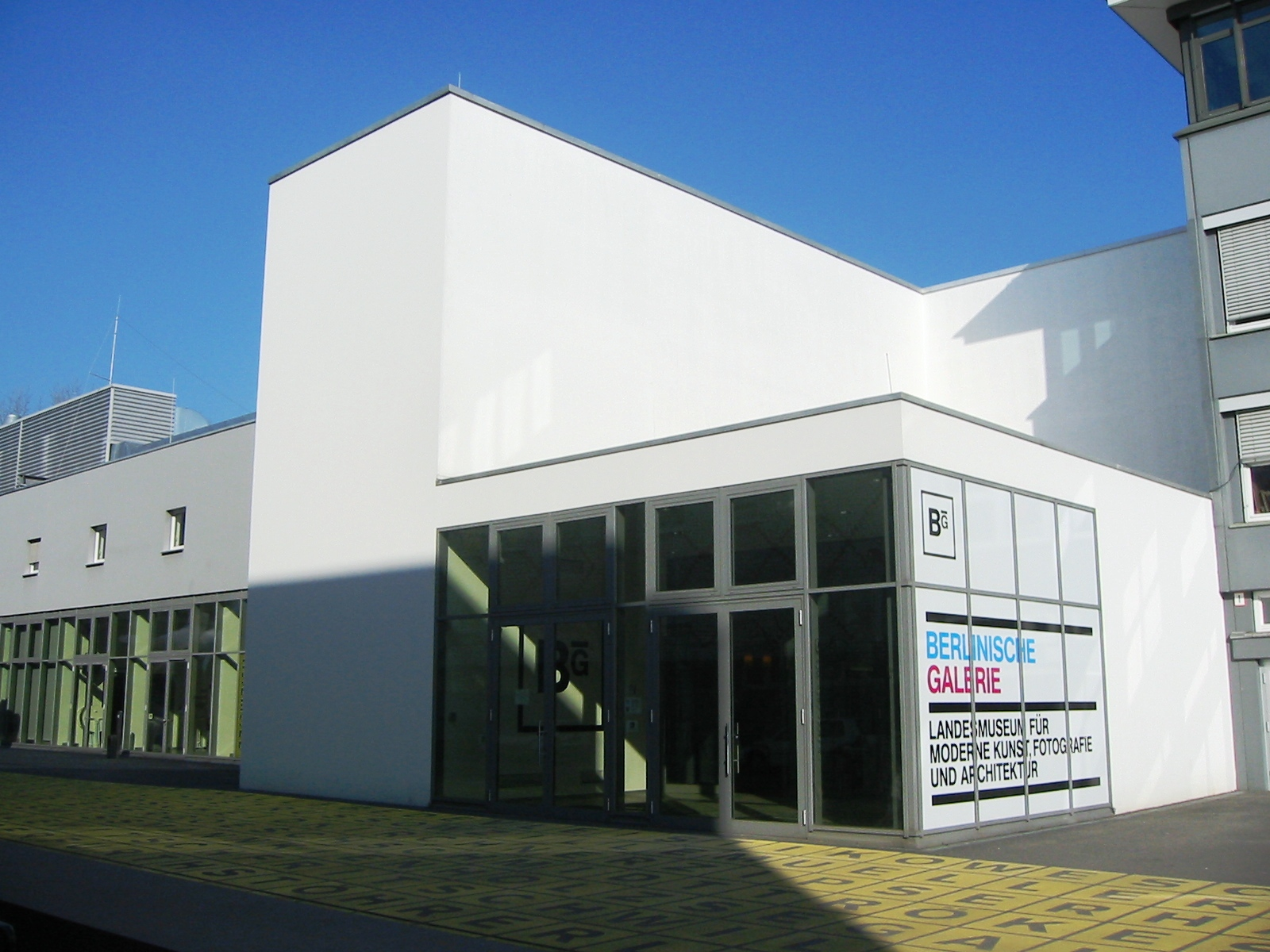
Marked space – unmarked space in Berlin-Kreuzberg (Foto: 2011)

Fritz Balthaus (* 1952 in Oberhausen) ist ein deutscher bildender Künstler.

## Leben
Balthaus absolvierte eine Lehre als Buchdrucker und studierte danach Kunst an der Hochschule der Künste Berlin. Er schloss das Studium 1983 als Meisterschüler bei Helmut Lortz ab. Anschließend studierte er ein Jahr lang am California Institute of the Arts in Los Angeles bei John Baldessari und Michael Asher. Er schreibt Texte über Medien und Kunst im Wolkenkratzer Art Journal, Artscribe London, Kunstforum International Köln, Kunstbulletin Zürich, u. a. Seither arbeitet Balthaus als bildender Künstler in Berlin und Adligenswil (Schweiz). Dazu lehrt er seit 2008 als Dozent und Mentor im Master Art in Public Spheres an der Hochschule Luzern und 2009/10 im Master Raumstrategien an der Kunsthochschule Berlin-Weißensee. 2009 übernahm er eine Gastprofessur an der UDK, Universität der Künste Berlin, 2015 eine Gastprofessur für Bildhauerei und Installation an der HFK Hochschule für Künste Bremen.

## Stipendien
- 1984: Jahresstipendium, California Institute of the Arts, Los Angeles bei John Baldessari und Michael Asher[1]
- 1991: Atelierstipendium, Künstlerhaus Bethanien, Berlin
- 1992: Senatsstipendium, Berlin
- 1993: Stipendium, Akademie Schloss Solitude, Stuttgart
- 1995: Projektstipendium, Stiftung Kunstfonds, Bonn
- 1996: Stipendium, Künstlerhaus Schloss Wiepersdorf
- 1997: Balmoral-Stipendium, Künstlerhaus Schloss Balmoral, Bad Ems

## Werke (Auswahl)
Balthaus Arbeitsschwerpunkte sind „präzise Versuchsanordnungen wie ironische Eingriffe in die Kunstwelt und den Ausstellungsbetrieb“. Er schafft Objekte, wie Die Blume im Jahr 2009 für die Bundesgartenschau in Schwerin, wie auch architektonische Werke, etwa marked space – unmarked space. Hierbei handelt es sich um die künstlerisch-architektonische Gestaltung des Außenbereichs der Berlinischen Galerie in Berlin-Kreuzberg. 2010 wurde die Bronzeskulptur Pure Moore, auf dem BKA-Gelände Am Treptower Park in Berlin-Treptow, als Kunst am Bau errichtet. 2013 wurde das Lichtobjekt use am Museum Heidenheim eingerichtet. 2015 folgten als Petri-Pegel vier Objekte im Park des Petriviertels in Rostock. Kunst/Nest, eine Skulptur auf dem Campus Berlin-Buch, wurde 2017 fertiggestellt. Im Neubau des OSZ Chemie, Physik, Biologie / Lise-Meitner-Schule Berlin wurden  2018 mit Bricolage fünf ortsspezifische Installationen realisiert.

## Ausstellungen (Auswahl)
- Brett, Kunstverein Bochum und Adhoc Raum, Bochum 2017 (E)
- GENAU, GENUA, Kunstverein Ruhr, Essen 2017 (E)
- Fritz, I like the way you grasp the situation by its balls, Akademie der Künste, Berlin 2015 (E)
- Parisienne verte, Galerie Vincenz Sala, Paris 2012 (E)
- 1 Colli, Berlinische Galerie, Landesmuseum für Kunst, Architektur & Fotografie, Berlin 2006 (E)
- QUOBO, Kunst in Berlin 1989–1999, Berlin, Nationalgalerie Hamburger Bahnhof, Hongkong, Tokio, Jakarta, Seoul, Hanoi, Mexiko-Stadt, Tallinn, Nowosibirsk, Santiago, Sofia, Belgrad, Vilnius, Lima, 2000–2008 (G)
- Rocket Gallery, London 2001 (E)
- Stall#[0], Liechtensteinische Staatliche Kunstsammlung, Vaduz, Kurator: F. Malsch, Vaduz 1998 (E)
- Mies-van-der-Rohe-Haus, Berlin, Kuratorin: Wita Noack, Berlin 1996 (E)
- Drei Fenster, KW Institute for Contemporary Art, Kurator: Thomas Wulffen (E)
- Club Berlin, La Biennale di Venezia 1995, Teatro Malibran, Kurator/inn/en: Klaus Biesenbach, Mercedes Bunz, Venedig 1995 (G)
- NBK, Neuer Berliner Kunstverein, Kuratorin: Lucie Schauer, Berlin 1994 (E)
- Livres d’artistes bibliothèque nationale, Centre George Pompidou, Paris 1984 (G)
- M’a alarmé, Kat., Ausstellung, Vortrag und Installation, Goethe-Institut Toulouse, Toulouse 1984 (E)
- California Institute of the Arts, Main Hall, Los Angeles 1984 (E)

## Arbeiten in öffentlichen Sammlungen
- Klostergarten Dornach, Dornach
- Kunstbibliothek Sitterwerk, St. Gallen
- IFA Institut für Auslandsbeziehungen, Stuttgart
- Kupferstichkabinett, Staatliche Museen zu Berlin
- MAM Museu de Arte Moderna, Rio de Janeiro
- Getty Foundation, Jean Brown Collection, Los Angeles
- Kunstmuseum Liechtenstein, Vaduz
- Artothek, Neuer Berliner Kunstverein, Berlin
- Neues Museum Weserburg, Bremen
- Karin und Uwe Hollweg Stiftung, Bremen
- Haus Konstruktiv, Zürich
- Centre Georges Pompidou, Collection Semaphore, Paris
- Bibliothèque nationale de France François-Mitterrand, objets de livres, Paris
- Sammlung der Bundesrepublik Deutschland
- Sammlung Deutscher Bundestag, Berlin
- Berlinische Galerie, Museum für Kunst Fotografie und Architektur, Berlin